# Интеграл Норлунда — Райса
Интеграл Норлунда — Райса (метод Райса) — интеграл, связывающий {\displaystyle n} конечных разностей с криволинейным интегралом в комплексной плоскости. Интеграл используется в теории конечных разностей, а также в Информатике и теории графов для оценки длины двоичного дерева.
Интеграл назван в честь Нильса Э. Норлунда и Стефана О. Райса; Норлунд определил интеграл; Райс нашёл ему применение в методе перевала.

## Определение
Для мероморфной функции {\displaystyle f} {\displaystyle n}-ю конечную разность {\displaystyle \Delta ^{n}[f](x)} можно представить в виде:
{\displaystyle \Delta ^{n}[f](x)=\sum _{k=0}^{n}{n \choose k}(-1)^{n-k}f(x+k),}
где
{\displaystyle {n \choose k}} — Биномиальный коэффициент.
Переходя к интегрированию в окрестности полюсов точек {\displaystyle \alpha \ldots n} и при условии, что функция {\displaystyle f} полюсов не имеет, получим:
{\displaystyle \sum _{k=\alpha }^{n}{n \choose k}(-1)^{n-k}f(k)={\frac {n!}{2\pi i}}\oint _{\gamma }{\frac {f(z)}{z(z-1)(z-2)\ldots (z-n)}}\,dz}
для {\displaystyle 0\leqslant \alpha \leqslant n(\alpha \in \mathbb {N} )}.
Интеграл также можно записать в виде:
{\displaystyle \sum _{k=\alpha }^{n}{n \choose k}(-1)^{k}f(k)=-{\frac {1}{2\pi i}}\oint _{\gamma }B(n+1,-z)f(z)\,dz,}
где
{\displaystyle B(a,b)} — бета-функция Эйлера.
Если функция {\displaystyle f} полиномиально ограничена, например, справа, то интеграл можно продлить направо до бесконечности, получив запись:
{\displaystyle \sum _{k=\alpha }^{n}{n \choose k}(-1)^{n-k}f(k)={\frac {-n!}{2\pi i}}\int _{c-i\infty }^{c+i\infty }{\frac {f(z)}{z(z-1)(z-2)\cdots (z-n)}}\,dz,}
где
{\displaystyle c<\alpha }

## Цикл Пуассона — Меллина — Ньютона
Пусть {\displaystyle \{f_{n}\}} — некая последовательность и пусть {\displaystyle g(t)} — некая производящая функция последовательности, причём {\displaystyle g(t)=e^{-t}\sum _{n=0}^{\infty }f_{n}t^{n}.}
Используя преобразование Меллина, получим, что
{\displaystyle \phi (s)=\int _{0}^{\infty }g(t)t^{s-1}\,dt.}
Тогда можно найти исходную последовательность с помощью интеграла Норлунда — Райса:
{\displaystyle f_{n}={\frac {(-1)^{n}}{2\pi i}}\int _{\gamma }{\frac {\phi (s)}{\Gamma (-s)}}{\frac {n!}{s(s-1)\cdots (s-n)}}\,ds,}
где
{\displaystyle \Gamma } — гамма-функция.

## Применение
Это интегральное представление интересно тем, что интеграл Норлунда — Райса часто может быть оценён с использованием методов асимптотического разложения или методом перевала.